# Габ Валентин Іванович
Валентин Іванович Габ (29 березня 1940, м. Богуслав) — український економіст, професор, доктор економічних наук.

## Життєпис
1970 року закінчив Київський інститут народного господарства.
У 1967—1972 роках працював у Київському інституті автоматики. 
У 1972 році перейшов у Науково-дослідний економічний інститут міністерства економіки УРСР, де у 1990—1993 рр. був завідувачем відділу методів і методики розвитку ринкових відносин.
У 1993—1995 роках — заступник голови Київської міської державної адміністрації з питань економічних реформ.
У 1996 році як державний експерт відділу інформаційно-аналітичного забезпечення роботи Ради національної безпеки при Президентові України брав участь у робочій групи з підготовки Доповіді Президента України «Економічний і соціальний розвиток України у 1995 р.».
У 1996—2000 роках — головний консультант Національного інституту стратегічних досліджень.
Від 2000 р. — на пенсії.

## Наукова діяльність
У 1975 р. захистив дисертацію кандидата економічних наук з теми «Економічна ефективність автоматизації технологічних процесів (на прикладі чорної металургії)»
Досліджував проблеми економіки промисловості.